# Pedro Miguel Fonte Boa Santos
Pedro Miguel Fonte Boa Santos (sinh ngày 9 tháng 7 năm 1983 ở Póvoa de Varzim) là một cầu thủ bóng đá người Bồ Đào Nha thi đấu cho A.D. Sanjoanense ở vị trí trung vệ.